# Froidfond
Froidfond település Franciaországban, Vendée megyében. Lakosainak száma 2128 fő (2022. január 1.). Froidfond Saint-Étienne-de-Mer-Morte, Touvois, Challans, Falleron, La Garnache és Saint-Christophe-du-Ligneron községekkel határos.

## Népesség
A település népességének változása:
| Lakosok száma | 1720 | 1785 | 1852 | 1876 | 1903 | 1942 | 1969 | 2049 | 2128 |
|               | 2013 | 2015 | 2016 | 2017 | 2018 | 2019 | 2020 | 2021 | 2022 |